# Orophea thorelii
Orophea thorelii är en kirimojaväxtart som beskrevs av Jean Baptiste Louis Pierre. Orophea thorelii ingår i släktet Orophea och familjen kirimojaväxter. Inga underarter finns listade i Catalogue of Life.